# Жан-Бартелемо Сорб'є
Жан-Бартелемо Сорб'є (*Jean Barthélemot de Sorbier, 17 листопада 1762 —†23 липня 1827) — французький генерал часів Першої імперії, граф.

## Життєпис
Народився 17 листопада 1762 року у Парижі. Син Жан-Бартелемо Сорб'є, лікаря, та Елізабет Лубраду де ля Перьер. Не бажав навчатися на медика. Обрав для себе військову кар'єру. У 1782 році поступив до Королівського артилерійського коледжу. У 1783 році стає лейтенантом. Перейшов на бік революції у 1789 році. У 1791 році отримує звання капітана. Того ж року Сорб'є переводять до Мозельської армії. У 1792 році стає майором. Того ж року відзначився у битві при Вальмі. У 1793 році відзначився у битві при Арлоні. після цього переводять до Самбро-Мааської армії. Звитяжив у битві при Алтенкірхені. Після битви при Нойвіде 18 квітня 1797 року отримав звання бригадного генерала. Незабаром після цього служив в Армії Англії та Майнцькій армії.
З 1800 року очолював артилерію лівого краю Рейнської армії генерала Сен-Сюзана. Того ж року стає дивізійним генералом. В подальшому очолював артилерійські частини різних корпусів республіканських армій. Після проголошення імперії у 1804 році отримує Орден Почесного легіону. Відзначився у битві під Аустерліцем у 1805 році. У 1808 році Наполеон I надав Сорб'є титул графа імперії. У 1811 році він прийняв командування артилерії Імператорської гвардії, і відзначився під час військової кампанії 1812 року проти Росії під Смоленськом і Бородіно. Під час останньої битви командував артилерією резерва армії. Під час відступу командував артилерією ар'єргарда, а після того, як колишню велику армію очолив Євген Богарне Сорб'є став очільником усієї артилерії.
У 1813 році він звитяжив у боях при Вахау та Лецпцизі. Під час військової кампанії 1814 року керував артилерією Великої армії в Шампані. За свої успіхи стає кавалером Ордену Почесного легіону.
Під час першої реставрації Бурбонів король Людовик XVIII у 1814 році нагородив Сорб'є великою стрічці Ордена Почесного легіону. У 1815 році обирається депатом парламенту. під час Ста днів критикував Наполеона I, тому відправлений був у заслання до Коньяку. Тому під час другої реставрації Бурбонів зберіг усі свої привілеї. У 1815 році обирається мером м. Сен-Сюльпіс. Сконав Сорб'є 23 липня 1827 року.